# Никола Фламел
Никола̀с Фламѐл (на френски: Nicloas Flamel [nikɔla flamɛl]) е средновековен френски преписвач и продавач на ръкописи. След смъртта си добива популярност като алхимик/алхимист заради предполагаемата си работа върху философския камък (благодарение, на която се твърди, че е забогатял неимоверно). Също така за него и съпругата му Пернел има легенда, че са успели да станат безсмъртни. Вън от това предполагаемите дати (вероятно по данни от градските архиви на Париж, Франция) на раждане и смърт на алхимика са 1330 и 1418 година, а за жена му се смята, че е умряла през 1397 г.

## Посмъртна слава
Името на Никола Фламел започва да добива известност около един век след неговата смърт. Той добива славата на един от най-изтъкнатите алхимици на своето време. Алхимията е странна смесица от химия, ботаника, медицина, астрономия и астрология. Тя има дълга и интересна история – била е разработвана и изучавана в Древна Гърция и Китай, широка разпространена през Средновековието, и се твърди, че е основата за съвременната химия.
Първоначално става известно, че той е бил доста по-заможен, отколкото се е предполагало. Появява се интересът към надгробната му плоча и към тази фиксирана към неговата къща. По-късно започва издаването на текстове от негово име, като най-голяма популярност добива „Книгата с йероглифите на Фламел“, за която липсват следи преди отпечатването ѝ в началото на 17 век. Още в средата на 18 век абат Вилен разглежда критично наличните сведения и обръща внимание на документи, издаващи че Никола Фламел активно се занимавал с покупко-продажба на недвижима собственост. Отбелязва също, че обясняването на богатство чрез алхимия или друг тайнствен способ не е необичайно за предходните векове. Въпреки това образът на алхимиста Фламел привлича вниманието и стимулира въображението на редица творци през следните два века. Жерар дьо Нервал пише своята пиеса „Никола Фламел“ през 1828 г. Виктор Юго го споменава в романа си „Парижката Света Богородица“, когато Фроло отива да поклонение на гроба с йероглифната плоча. Появява се също и в пиесата „Кулата Сен Жак“ (1856) от Александър Дюма. Основоположникът на сюреализма, Андре Бретон, коментира Фламел на няколко страници. В 1936 г. Лео Ларгиер издава романизираната биография „Никола Фламел, правещият злато“. Фламел се споменава и в една от книгите на Джоан Роулинг, както и от Дан Браун в „Шифърът на Леонардо“, присъства и в романите на Майкъл Скот (създал цяла поредица, посветена на Фламел – „Тайните на безсмъртния Никола Фламел“).

## Легендата за Фламел
Легендата за Никола Фламел и за неговият успех като алхимик,оформила се през вековете, дължи много на някои парижки книжари, които издават и продават съчинения, които му се приписват; това започва около един век след смъртта му. Под негово име биват издавани по-ранни текстове. Едва в началото на 17 век се появява томът съдържащ „Les figures hiérogliphiques de Nicolas Flamel“ („Йероглифическите фигури на Никола Фламел“/„Книгата с йероглифите“), но прочитът показва, че текстът е съчиняван във времето след неговата смърт. Изглежда безспорно, че като източник за нея е използвана издадената в Базел през 1572 г. книга „Artis auriferae“ („За изкуството на правене на злато“). Твърди се и че много от сведенията за живота на Фламел са почерпани не само от запазените му собствени записки, но и от писания на негови съвременници.
Самата легенда за живота на Никола Фламел е следната: Фламел се прехранва, работейки като книгопродавец и писар (пише писма и прави копия на книги за клиенти), когато попада на една много специална книга и я купува. Сам описва четивото, като обкована с мед книга, написана върху материал, наподобяващ пресована дървесна кора. Тръгва да странства (заедно с жена си Пернел) в опити да разгадае съдържанието й и мъчейки се да преведе странния език, на който е написана. Повече от 20 години пътешества из цяла Европа. Връща се в Париж в края на XIV век и се прочува, като богаташ-благотворител, включително и с това, че той и Пернел са финансирали строежа на болници, църкви и сиропиталища (приюти за сираци и изоставени деца), макар и самите те продължавайки да си живеят тихо и скромно. Понеже за успехите им плъзва слух (непотвърден, но и неотречен от тях), че забогатяването им се дължи на книгата, в която Фламел бил открил двете велики тайни на алхимията – как да създаде философски камък, който превръща обикновените метали в злато, и как да се сдобие с безсмъртие – след като съпрузите умират и къщата им е продадена, новите собственици опустошават целия дом, търсейки останки от голямото богатство на семейство Фламел, но не намират нищо. По-късно, в една непрогледна нощ, някой нахлува в гробницата на Никола и Пернел Фламел, при което става ясно, че е празна, от което се прави изводът, че истинските им гробове са тайни, но и се поражда нова мълва, според която Фламел е станал безсмъртен. Последното се оказва, че важи и за съпругата му, защото през следващите години те двама биват забелязвани на различни места из Европа.